# Massalcoreig
Massalcoreig là một đô thị trong tỉnh Lleida, cộng đồng tự trị Cataluña Tây Ban Nha. Đô thị Massalcoreig có diện tích là 13,76 ki-lô-mét vuông, dân số năm 2009 là 590 người với mật độ 42,88 người/km². Đô thị Massalcoreig có cự ly km so với tỉnh lỵ Lleida.